# Delmotte (cratère)
Delmotte est un cratère lunaire situé dans la partie nord de la partie visible de la Lune, dans  la Mare Crisium. 
Le cratère Delmotte est entouré par un terrain accidenté avec de nombreux impacts multiples formant autant de petits cratères. À l'ouest s'étend un autre cratère d'importance, le cratère Cleomedes. Au nord, un triple cratères avec en son centre le Burckhardt.
Le cratère est à peu près circulaire, avec un tranchant, bord légèrement angulaire, une paroi mince intérieure et un plancher relativement plat.
Le cratère a été nommé "Delmotte" en 1935 par l'Union astronomique internationale en l'honneur de l'astronome français Gabriel Delmotte (1876-1950) qui a publié en 1923 Nouvelle théorie des cirques lunaires.